# Panchrysia mya
Panchrysia mya är en fjärilsart som beskrevs av Jacob Hübner 1802. Panchrysia mya ingår i släktet Panchrysia och familjen nattflyn. Inga underarter finns listade i Catalogue of Life.